# Materialförvaltare
En materielförvaltare, eller materialförvaltare/materialare i dagligt tal, är en person som tar hand om sportutrustning. "Materialarens" uppgifter består bland annat i att inventera, tvätta och reparera utrustningen.
I ishockey och bandy är en viktig uppgift att slipa spelarnas skridskor. De kan också förse spelarna med vatten, sportdryck och förfriskningar. I professionell idrott är materielförvaltning ofta ett heltidsarbete, åtminstone under tävlingssäsongen.